# Solesmes, Sarthe
Solesmes là một xã trong tỉnh Sarthe ở tây bắc nước Pháp. Xã này nằm ở khu vực có độ cao từ 22-76 mét trên mực nước biển.